# Claire E. Hutchin, Jr.
Claire Elwood Hutchin, Jr. (9 janvier 1916 - 22 juin 1980) est un lieutenant général de l'United States Army. Il reçoit notamment deux Distinguished Service Cross au cours de la guerre de Corée. Il commande plus tard, la 4e division d'infanterie et la 1re armée des États-Unis.